# James Elmer Mitchell
James Elmer Mitchell (født 1952) er en amerikansk psykolog der tidligere arbejdede for det amerikanske luftvåben. I offentligheden er han mest kendt for at være en af hovedarkitekterne bag CIA's kontroversielle forhørsprogram oven på terrorangrebet den 11. september 2001, kendt som "enhanced interrogation techniques".
I 2002, efter at være blevet pensioneret fra militæret, fik han en kontrakt af CIA, hvor han skulle være med til at oprette forhørsprogrammet der skulle bruges på formodede terrorister som var i amerikansk varetægt. Teknikkerne blev på daværende tidspunkt ifølge det amerikanske Senats Efterretningsudvalg, godkendt af justitsministeriet, senatet og af præsidenten. Dette blev dokumenteret i udvalgets nylige offentliggjorte rapport om CIA-tortur, selv om det bliver bestridt af tidligere administrationsmedlemmer. Hans firma tjente angiveligt 81 mio. dollars for arbejdet.
Programmets mest omdiskuterede metode var waterboarding, som går ud på at simulere drukne-følelsen hos fangen.

## Privatliv
Mitchell er pensioneret, og bruger sin fritid på kajak, rafting og klatring. Han er ateist.